# Sébastien Deleigne
Sébastien Deleigne, né le 4 juillet 1967 à Toulouse, est un ancien athlète français spécialisé dans le pentathlon moderne. Il a été en équipe de France entre 1989 et 2003. Il a participé à quatre olympiades (1992, 1996, 2000 et 2004), a été à trois reprises champion du monde (individuel en 1997 et 1998, par équipes en 1994), à quatre reprises champion d'Europe (individuel en 1995 et 1998, par équipes en 1998 et en relais en 1998) et à deux reprises vainqueur de la coupe du monde (1995 et 1999).

## Biographie
Originaire de Lézignan-Corbières dans l'Aude où il a fréquenté le collège Joseph Anglade, il a été détecté lors d'une compétition de natation dans le cadre scolaire.
Admis en sport études, il abandonne finalement la natation pour se tourner vers le pentathlon grâce aux conseils de François Noël, entraîneur de la section sport-études pentathlon à Font-Romeu.
Sa réussite l'oblige à passer par l'INSEP et à quitter sa région qu'il affectionne.
Il devient professeur d'EPS à Narbonne, Sébastien Deleigne est affilié au club de Pentathlon Moderne Perpignan La Catalane à Perpignan. Puis l’ancien athlète changea d’établissement pour être professeur de sport à sa ville d’origine Lezignan Corbières, au lycée Ernest Ferroul

## Palmarès seniors

### Jeux olympiques d'été
- Jeux olympiques d'été de 1992 à Barcelone
  - 7e par équipe
  - 10e en individuel
- Jeux olympiques d'été de 1996 à Atlanta
  - 26e en individuel
- Jeux olympiques d'été de 2000 à Sydney
  - 4e en individuel
- Jeux olympiques d'été de 2004 à Athènes
  - 15e en individuel

### Championnats du monde
- 1993
  -  Médaille d'argent par équipe
  -  Médaille de bronze en individuel
- 1994
  -  Médaille d'or par équipe
  - 6e en individuel
- 1995
  - 21e en individuel
- 1997
  -  Médaille d'or en individuel
  -  Médaille d'argent en relais
- 1998
  -  Médaille de bronze en relais
  -  Médaille de bronze par équipe
  -  Médaille d'or en individuel
- 1999
  - 5e en individuel
- 2000
  - 5e en individuel

### Championnats d'Europe
- 1993
  -  Médaille d'argent en relais
  -  Médaille de bronze en individuel
  - 24e en individuel
- 1995
  -  Médaille d'or en individuel
- 1997
  - 20e en individuel
- 1998
  -  Médaille d'or en relais
  -  Médaille d'or par équipes
  -  Médaille d'or en individuel
- 1999
  -  Médaille d'argent par équipe
  - 8e en individuel

### Championnats de France
- 1994
  - Médaille d'or (Racing CF)
- 1995
  - Médaille d'or (Racing CF)
- 2001
  - Médaille d'or (Perpignan La Catalane)